# Pantofole papali

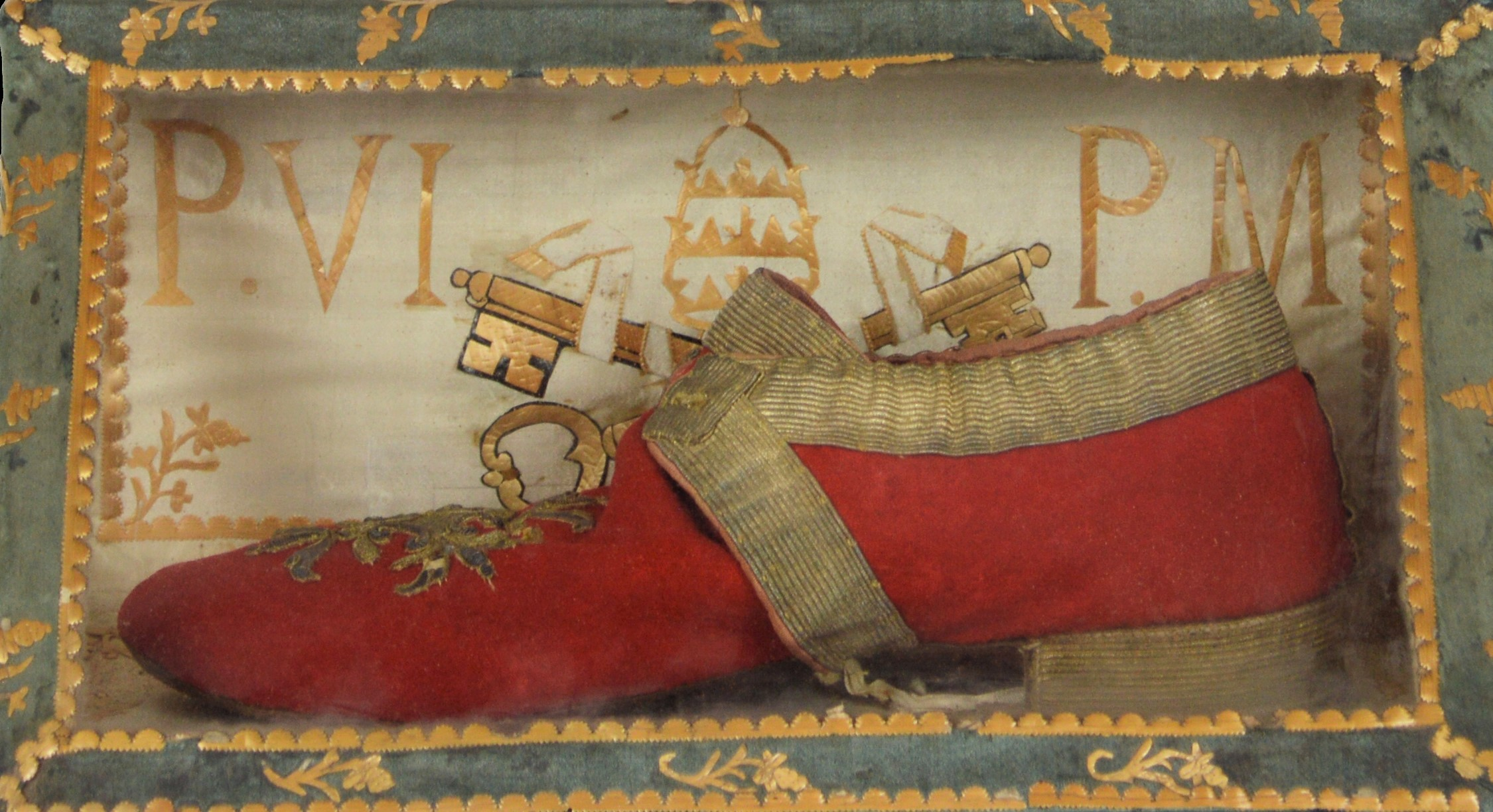
Pantofola papale di papa Pio VI nel Museo dei Cappuccini di Firenze

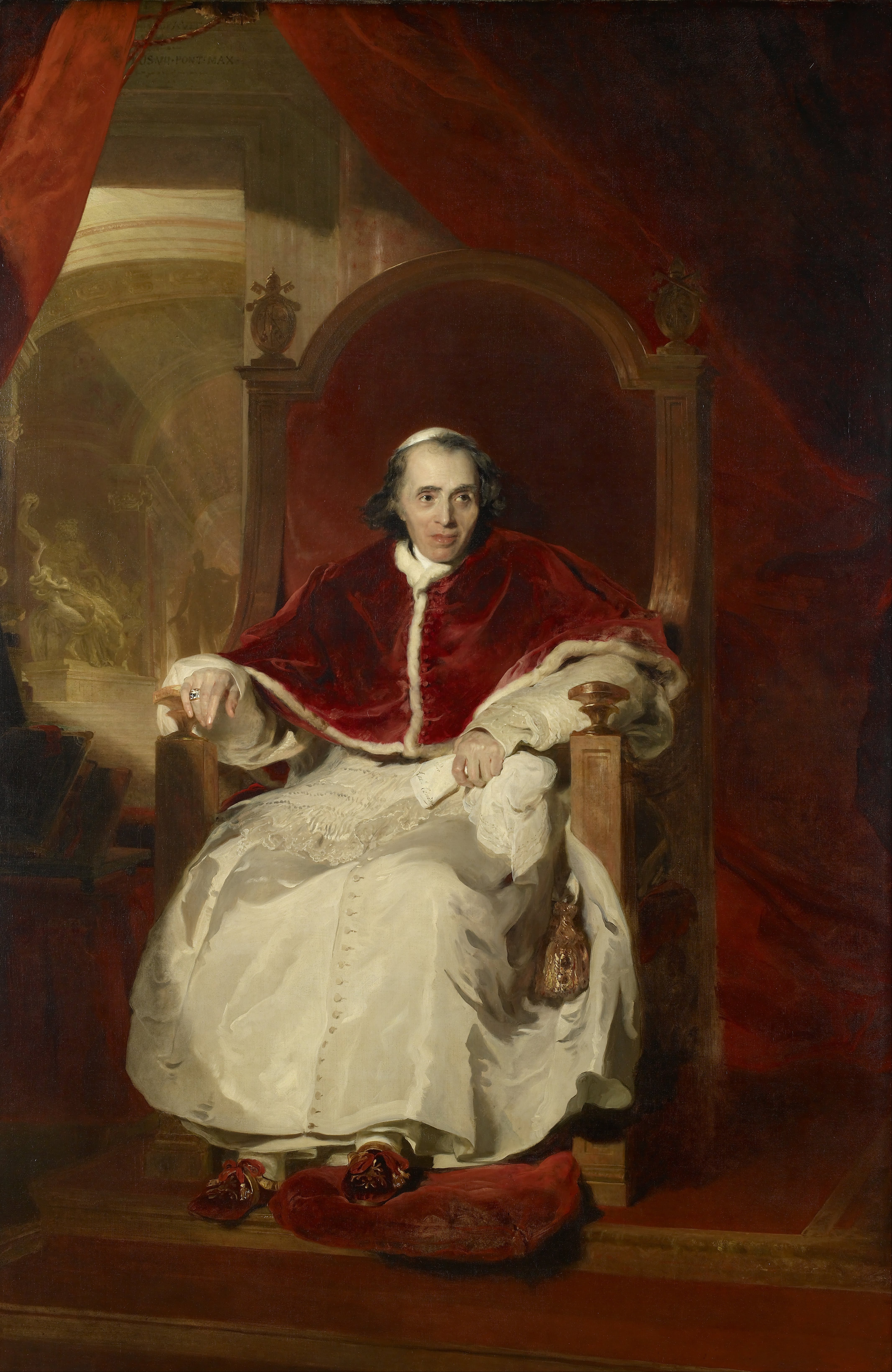
Papa Pio VII indossa le pantofole papali (1819, Thomas Lawrence, Royal Collection, Windsor).

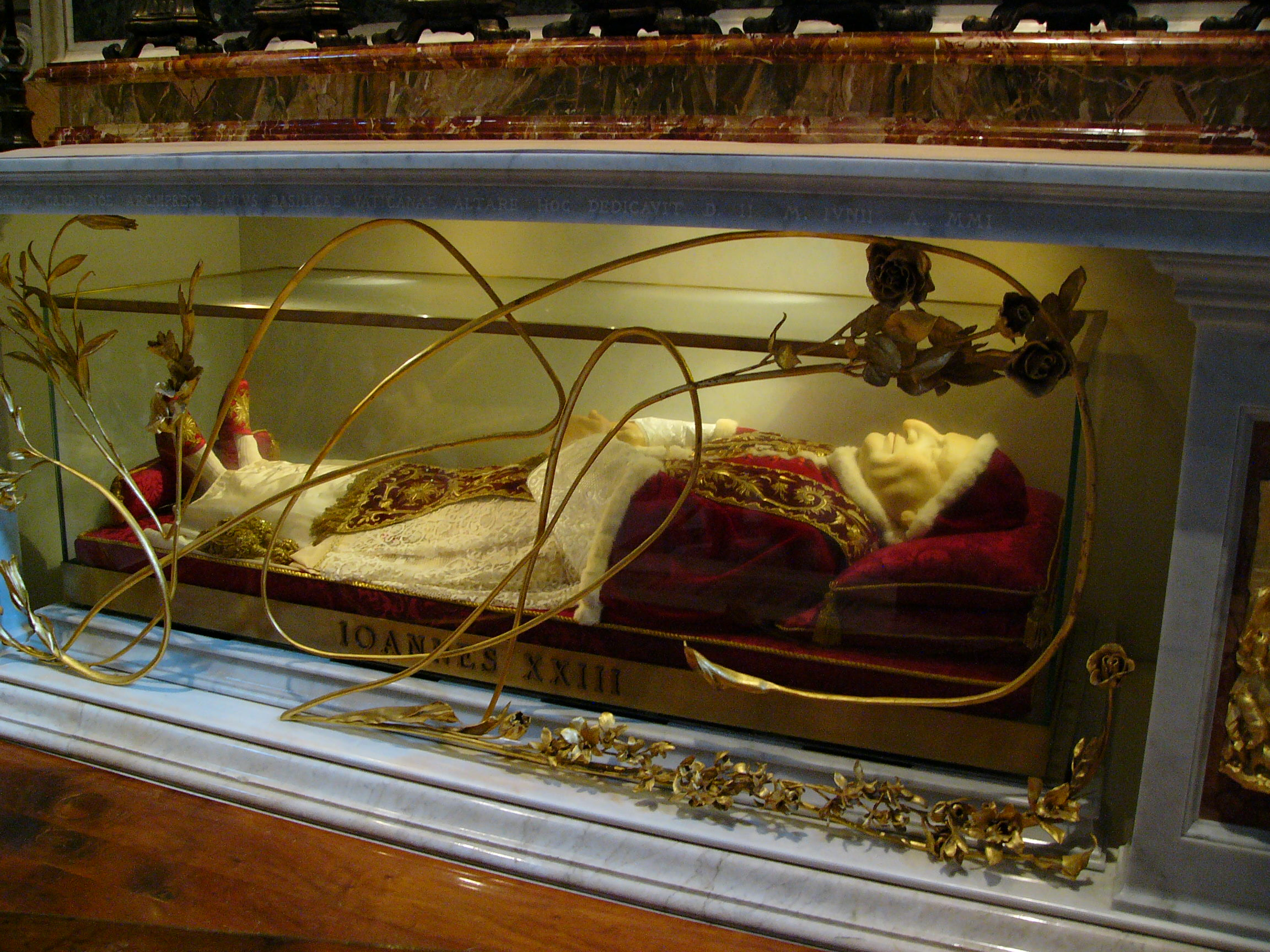
Sarcofago in cristallo di papa Giovanni XXIII nella basilica di San Pietro. Il pontefice è stato sepolto con le pantofole papali.

Le pantofole papali sono un tipo di pantofole un tempo indossate dai pontefici. Esse non devono essere confuse con le scarpe pontificie o i sandali episcopali, differendo da queste ultime in quanto non cambiavano a seconda del colore liturgico nel corso dell'anno, rimanendo sempre di colore rosso.
Solitamente riccamente decorate, le pantofole papali erano realizzate in velluto o lana pesante per l'inverno e in seta per l'estate e ricamate in oro; nel corso dei secoli esse vennero caratterizzate da una croce dorata sul fronte e potevano essere decorate con dei rubini, mentre la suola era sempre realizzata in cuoio. Sino alla prima metà del XIX secolo, era in uso per quanti avessero un'udienza col papa inginocchiarsi a baciargli la pantofola.
La tradizione voleva che il papa indossasse questo particolare tipo di pantofole all'interno degli appartamenti papali, mentre utilizzasse le scarpe pontificie per l'esterno. Papa Paolo VI limitò fortemente l'uso delle pantofole papali, mentre preferì utilizzare con maggiore frequenza le scarpe pontificie rosse, le quali a loro volta vennero abbandonate poi da papa Giovanni Paolo II in favore di scarpe di cuoio marroni.
Papa Benedetto XVI ha ripreso l'uso del colore rosso nelle scarpe pontificie, ma non ha più ripreso l'uso delle pantofole papali, utilizzando scarpe in cuoio sia all'interno che all'esterno dei palazzi apostolici.
Papa Francesco ha sempre indossato scarpe di cuoio nere.